# Aequorea papillata
Aequorea papillata är en nässeldjursart som beskrevs av Huang och Xu 1994. Aequorea papillata ingår i släktet Aequorea och familjen Aequoreidae. Inga underarter finns listade i Catalogue of Life.